# Gaius Flavius Fimbria (Feldherr)
Gaius Flavius Fimbria († 85 v. Chr.) war ein römischer Feldherr, der im 1. Mithridatischen Krieg gegen Sulla kämpfte.
Gaius Flavius Fimbria war der Sohn des gleichnamigen Konsuls 104 v. Chr. und Anhänger von Gaius Marius und Lucius Cornelius Cinna im Bürgerkrieg. In ihrem Auftrag handelte er einen Waffenstillstand mit den Samniten aus. Bei der Einnahme Roms durch die Popularen ließ er mehrere Angehörige der Optimaten ermorden und unternahm einen Mordanschlag auf Quintus Mucius Scaevola. 86 begleitete Fimbria als Legat den Konsul Lucius Valerius Flaccus mit zwei Legionen nach Griechenland, um die Armee des in Rom geächteten Sulla zu übernehmen oder – hier ist sich die Forschung bis heute uneinig – zumindest mit diesem zu verhandeln, um so bei dessen Rückkehr einen erneuten Bürgerkrieg zu verhindern. Letztere Erklärung ist vor allem deshalb wahrscheinlicher, da die Truppen Flaccus’ gegenüber denen Sullas wesentlich in der Unterzahl waren; bei einem Angriff wären sie also wohl kaum erfolgreich gewesen. Aufgrund der Intrigen Fimbrias kam es im Heer zu Spannungen, bei denen nach einer Meuterei im Heer Flaccus erschlagen wurde und Fimbria selbst das Kommando übernahm. Fimbria drang weiter nach Kleinasien vor, unterwarf einzelne Verbände des Mithridates von Pontos und plünderte Ilion. Es gelang ihm sogar, Mithridates selbst bei Pitane einzuschließen, den jedoch Lucius Licinius Lucullus, der Flottenkommandant Sullas, zur See entkommen ließ. Er leistete damit einen entscheidenden Beitrag im Kampf gegen Mithridates und trug so zu dessen Unterwerfung bei. Nachdem Sulla mit Mithridates den Frieden von Dardanos schloss, griff er Fimbria an, dessen Heer bei Thyateira zu Sulla überlief. Fimbria beging im Asklepieion von Pergamon Selbstmord. Seine Truppen mussten unter Lucullus weiterdienen und konnten erst 67 nach Italien zurückkehren.